# Jerónimo Napoleão Carlos Bonaparte
Jerônimo Napoleão Carlos Frederico Bonaparte, Príncipe de Montfort (em italiano: Girolamo Napoleone Carlo Federico Bonaparte, Trieste, 24 de agosto de 1814 – Florença, 12 de maio de 1847) foi o filho de Jerônimo Bonaparte e sobrinho de Napoleão Bonaparte, Imperador dos Franceses.

## Biografia

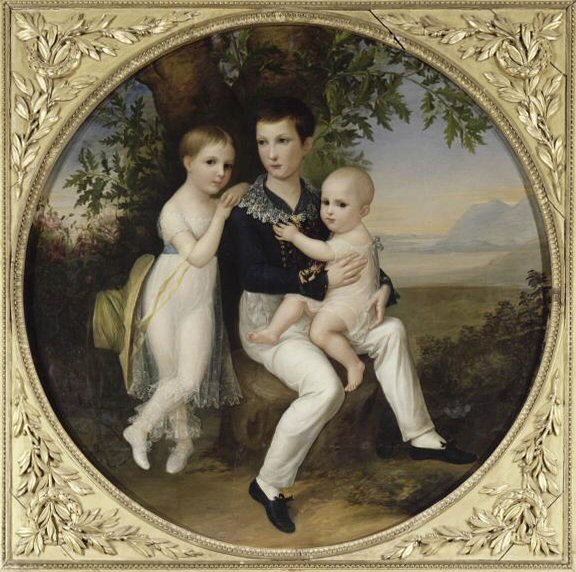
Jerônimo Napoleão (centro), com seu irmão mais novo Napoleão José e sua irmã Matilde (esquerda).

Jerônimo Napoleão nasceu em Trieste, foi o primogênito de Jerônimo Bonaparte e de sua segunda esposa, a princesa Catarina de Württemberg. No ano anterior, seu pai havia sido deposto como rei de Vestfália, um reino criado para Jerônimo por seu irmão mais velho Napoleão Bonaparte. O avô materno de Jerônimo Napoleão, o rei Frederico I de Württemberg, dera ao genro e à filha o título de príncipe e princesa de Montfort, e Jerônimo Napoleão usou esse título de cortesia durante a maior parte de sua vida.
Desde 1832, Jerônimo Napoleão e sua família viviam na corte de seu tio materno, o rei Guilherme I de Württemberg. Ele estudou na academia militar de Ludwigsburg e serviu ao exército, alcançando as fileiras de Hauptmann (capitão) em 1834, major em 1840 e, finalmente, coronel.
No início da década de 1840, Jerônimo Napoleão conheceu o poeta Charles-Victor Prévost, Visconde de Arlincourt, que escreveu sobre o jovem príncipe: 
| “ | "Príncipe Jerônimo de Montfort, dotado de um rosto bonito e uma fisionomia graciosa, é de espírito francês. Ele fala e sonha com nada além da França. Ao falar dos filhos dessa grande nação, ele sempre diz 'nós'. Sua posição em Estugarda é brilhante; e, no entanto, parece que ele prefere o lar mais modesto da França a o mais belo palácio estrangeiro. Contei-lhe sobre a morte de Napoleão; ele ouviu extasiado; falei com ele sobre a vinda do Duque de Bourdeaux; ele ouviu com interesse: "Glória eterna", o príncipe me disse, "a quem quer que faz a França feliz! Também foi o meu pensamento." | ” |

De saúde precária desde a infância, em 1845, Jerônimo Napoleão pediu permissão para viajar para as águas termais de Vernet-les-Bains, mas o governo do rei Luís Filipe I recusou-se a deixá-lo entrar no território francês. Ele morreu solteiro e sem filhos, em Florença, em 1847, aos trinta e dois anos. Como então o filho mais velho e legítimo de Jerônimo Bonaparte, Jerônimo Napoleão havia herdado seus títulos e reivindicações, em decorrência de sua morte, seu irmão mais novo Napoleão José Carlos Paulo Bonaparte herdou seus títulos e reivindicações, e o filho deste, Napoleão Vítor Bonaparte, acabou se tornando chefe da Casa de Bonaparte.